# Carlo Maria Giulini
Carlo Maria Giulini (n. 9 mai 1914, Barletta, Apulia, Italia – d. 14 iunie 2005, Brescia, Italia) a fost un dirijor italian.